# Riproducibilità
La riproducibilità è il grado di concordanza tra una serie di misure di uno stesso misurando (la grandezza oggetto di misurazione), quando le singole misurazioni sono effettuate cambiando una o più condizioni. Ad esempio:
- modificando il metodo di misurazione;
- sostituendo l'operatore alla misura;
- sostituendo lo strumento di misura;
- spostandosi in altro luogo;
- modificando la condizione di utilizzo dello strumento o del misurando;
- effettuando misure in tempi più o meno lunghi.

La riproducibilità non va confusa con la ripetibilità, che valuta la concordanza dei risultati di misura mantenendo le stesse condizioni, ed effettuando la serie di misure nel breve periodo.
In alcuni casi il concetto di riproducibilità si sovrappone al concetto metrologico di stabilità. Ad esempio quando si valuta la riproducibilità al variare della temperatura ambiente (stabilità in temperatura) o nel lungo periodo (stabilità nel tempo).
La valutazione della riproducibilità risulta particolarmente utile quando ci si aspetta che una condizione di contorno abbia significativa influenza sulle misure. In tal caso è opportuno effettuare una serie di misure nella quale tale condizione venga variata in modo controllato. La valutazione comparata tra la ripetibilità e la riproducibilità permette di conoscere l'impatto della specifica condizione di contorno sulle misure che si stanno effettuando.
Perché un'affermazione sulla riproducibilità abbia significato è necessario specificare le condizioni che sono state variate.

## Errore di riproducibilità
La presenza di discordanze di riproducibilità, evidenziano l'esistenza d'errori sistematici che influiscono sulla precisione di misura.
Gli errori che si evidenziano quando si effettuano valutazioni della riproducibilità sono chiamati errori di riproducibilità, e costituiscono un elemento nella valutazione dell'incertezza di misura.
Comunemente questo errore è espresso come il massimo scostamento rilevato in una serie significativa di misure:
Erip = (Vmax-Vmin)
dove:
Erip = errore di riproducibilità
Vmax = valore massimo misurato
Vmin = valore minimo misurato

### Approccio statistico
Con la pubblicazione della ISO-GUM e la diffusione dell'approccio statistico nella determinazione della precisione delle misure, la riproducibilità viene sempre più espressa quantitativamente in termini di dispersione dei risultati di misura. Un'attenta analisi della varianza della dispersione, permette di calcolare il contributo d'incertezza dell'errore di riproducibilità.
In pratica, visto che difficilmente possono essere eseguite una vasta serie di misure (per una rigorosa valutazione della varianza statistica) si ricorre ad un'analisi semplificata, ma sostanzialmente corretta, in quanto risultato di un approccio conservativo: il contributo di incertezza è valutato come la semiampiezza dell'errore di riproducibilità diviso radice 3 (si applica il coefficiente per una dispersione rettangolare). Cioè:
Irip = Erip / ( 2 * radq(3))
dove:
Erip = errore di riproducibilità (vedi sopra)
Irip = contributo d'incertezza dell'errore di riproducibilità.
In questo caso l'incertezza è espressa con un coefficiente di confidenza "1" (pari a circa il 68 % dei casi); ma, normalmente, nei documenti le incertezze vengono espresse con coefficiente di confidenza "2" (pari a circa il 95 % dei casi).
Nota. La scelta del coefficiente di dispersione rettangolare, oltre ad essere il più conservativo (tra le dispersioni semplici), rappresenta abbastanza bene gli errori sistematici che normalmente vengono effettivamente evidenziati.

## Riproducibilità di uno strumento
La riproducibilità di uno strumento è la riproducibilità che si riscontra su un particolare strumento, quando si variano le altre condizioni di contorno. La valutazione della riproducibilità strumentale viene fatta quando ci si aspetta che la variazione di una condizione di contorno, induca errori sistematici sulle misure dello strumento.
Tra le condizioni di contorno più significative si può elencare:
- posizione e/o orientamento dello strumento;
- condizioni ambientali (temperatura, umidità, pressione atmosferica);
- alimentazione dei sensori;
- esecuzione di misure in tempi lunghi (ovvero deriva nel tempo delle caratteristiche metrologiche).

Per il calcolo dell'errore di riproducibilità valgono le indicazioni generali.